# العلاقات الرومانية القرغيزستانية
العلاقات الرومانية القيرغيزستانية هي العلاقات الثنائية التي تجمع بين رومانيا وقيرغيزستان.

## مقارنة بين البلدين
هذه مقارنة عامة ومرجعية للدولتين:
| وجه المقارنة                                              | رومانيا                                                                               | قيرغيزستان                      |
| --------------------------------------------------------- | ------------------------------------------------------------------------------------- | ------------------------------- |
| المساحة (كم2)                                             | 238.40 ألف                                                                            | 199.95 ألف                      |
| عدد السكان (نسمة)                                         | 19.59 مليون                                                                           | 6.20 مليون                      |
| الكثافة السكانية (ن./كم²)                                 | 82.17                                                                                 | 31.01                           |
| العاصمة                                                   | بوخارست                                                                               | بيشكك                           |
| اللغة الرسمية                                             | اللغة الرومانية                                                                       | اللغة الروسية، اللغة القيرغيزية |
| العملة                                                    | ليو روماني                                                                            | سوم قيرغيزستاني                 |
| الناتج المحلي الإجمالي (بليون دولار)                      | 211.80 مليار                                                                          | 7.56 مليار                      |
| الناتج المحلي الإجمالي (تعادل القوة الشرائية) بليون دولار | 465.56 مليار                                                                          | 20.45 مليار                     |
| الناتج المحلي الإجمالي الاسمي للفرد دولار أمريكي          | 9.47 ألف                                                                              | 1.10 ألف                        |
| الناتج المحلي الإجمالي للفرد دولار أمريكي                 | 23.63 ألف                                                                             |                                 |
| مؤشر التنمية البشرية                                      | 0.793                                                                                 | 0.655                           |
| رمز المكالمات الدولي                                      | +40                                                                                   | +996                            |
| رمز الإنترنت                                              | .ro                                                                                   | .kg                             |
| المنطقة الزمنية                                           | ت ع م+02:00، ت ع م+03:00، أوروبا/بوخارست ‏، توقيت شرق أوروبا، توقيت شرق أوروبا الصيفي ‏ | ت ع م+06:00                     |

## منظمات دولية مشتركة
يشترك البلدان في عضوية مجموعة من المنظمات الدولية، منها:
| علم المنظمة | اسم المنظمة                        | تاريخ انضمام رومانيا | تاريخ انضمام قيرغيزستان |
| ----------- | ---------------------------------- | -------------------- | ----------------------- |
|             | مؤسسة التنمية الدولية              | 12 أبريل 2014        | 24 سبتمبر 1992          |
|             | اتفاقية السماوات المفتوحة          | ?                    | ?                       |
|             | منظمة الأمن والتعاون في أوروبا     | 25 يونيو 1973        | 30 يناير 1992           |
|             | يونسكو                             | 27 يوليو 1956        | 2 يونيو 1992            |
|             | مؤسسة التمويل الدولية              | 23 سبتمبر 1990       | 11 فبراير 1993          |
|             | منظمة حظر الأسلحة الكيميائية       | ?                    | ?                       |
|             | الأمم المتحدة                      | 14 ديسمبر 1955       | 2 مارس 1992             |
|             | الاتحاد الدولي للاتصالات           | 9 فبراير 1866        | 20 يناير 1994           |
|             | منظمة الشرطة الجنائية الدولية      | ?                    | ?                       |
|             | البنك الدولي للإنشاء والتعمير      | 15 ديسمبر 1972       | 18 سبتمبر 1992          |
|             | الاتحاد البريدي العالمي            | ?                    | ?                       |
|             | وكالة ضمان الاستثمار متعدد الأطراف | 10 سبتمبر 1992       | 21 سبتمبر 1993          |
|             | منظمة التجارة العالمية             | 1995                 | ?                       |

## وصلات خارجية
- موقع وزارة الخارجية الرومانية